# Stanislav Lehký
Stanislav Lehký (* 28. října 1958 Nový Bor) je český herec.
Vystudoval Střední průmyslovou školu jaderné techniky, současně byl členem Studia poezie Jiřího Hrašeho a Luďy Marešové v Praze-Kobylisích. To ho přimělo se dát na dráhu divadelního herectví. Jeho herecká kariéra začala v divadle v Kolíně a následně byl 7 let členem divadla v Pardubicích. Následně ho do Prahy přivedl režisér Petr Kracik do Divadla pod Palmovkou, až se v roce 1997 dostal do Městských divadel pražských, kde od té doby působí.
Jeho hlas je možno slyšet v rozhlase (staniční hlas rádia Beat) nebo také v dabingu (Šáša Krusty, Komiksák a Kearney Zzyzwicz v americké animovaném seriálu Simpsonovi).
Je také členem Herecké asociace.